# Rymanów
Rymanów [rɨmanuf] (en latín: Rimanovia o Rimanoa) es una ciudad de 3.585 habitantes en el Voivodato de Subcarpacia de Polonia. Es una capital de una comuna separada dentro del powiat de Krosno. Se encuentra en el corazón de Doły (Pits), y su altitud promedio es de 420 metros sobre el nivel del mar, aunque hay algunas colinas ubicadas dentro de los límites de la ciudad.

## Historia
La ciudad fue construida por el duque de Silesia Władysław Opolczyk, el representante local del rey Luis I de Hungría. Inicialmente, la ciudad se llamaba Ladisslavia, en honor al fundador, y estaba habitada principalmente por colonos del centro de Alemania (Reimannshau). En 1376 la ciudad recibió una carta de ciudad basada en la Ley de Magdeburgo, que otorgó a la ciudad un nivel significativo de autogobierno. Durante el reinado de
Vladislao I de Polonia, la ciudad recibió el nombre moderno de Rymanów, después del primer wójt Nicolao Reymann. La ciudad se encuentra en las rutas comerciales tradicionales que conducen a través de los Cárpatos a Hungría y en los siglos XV y XVI recibió numerosos privilegios de varios monarcas polacos. Esto supuso un impulso para la economía local, principalmente centrada en las ferias semanales allí organizadas. El período de prosperidad terminó en el siglo XVII, cuando esta parte de Polonia fue saqueada repetidamente por los ejércitos invasores durante las guerras contra Moscovia, Suecia, Turquía y el levantamiento de Khmelnytsky. A lo largo de los siglos, la historia de la ciudad se entrelazó con el destino de varias familias szlachta polacas notables. En los siglos XVII y XVIII, la ciudad era propiedad privada de la familia Stadnicki. En 1731 Teresa Stadnicka se casó con Józef Kanty Ossoliński y la ciudad pasó a la poderosa familia Ossoliński, notable por sus colecciones de libros y obras de arte. Este último comenzó la construcción de una iglesia parroquial excepcional, terminada por su hija Anna Teresa. Este último en 1794 vendió la ciudad a la familia Potocki, que la poseyó hasta el siglo XX.
La ciudad desde el siglo XVI tenía también una población judía significativa, una sinagoga ya se menciona en 1593, durante un juicio criminal en la corte del castillo en Sanok. La sinagoga local de Bejt-ha-kneset del siglo XVII es uno de los ejemplos excepcionales de casas de oración judías fortificadas e inusuales, usadas tanto para fines religiosos como militares. El kirkut local (establecido en el siglo XVI) sobrevivió a la Segunda Guerra Mundial y actualmente tiene unas 800 tumbas. Entre ellas se encuentran las tumbas de algunos de los judíos locales más reconocidos, incluidos los tsadikkim Menachem Mendl, Cwi Hirsch, Józef Friedman y el rabino Israel Schorr. También hay un pequeño cementerio militar para los soldados judíos que perecieron en las luchas por la ciudad en 1914 y 1915.
En el siglo XIX, después de las particiones de Polonia, la ciudad fue anexionada por Austria y se convirtió en parte de la Galitzia gobernada por Austria. Inicialmente una parte de la Tierra de Sanok del Voivodato Ruthenian, en 1772 se convirtió en una parte del Círculo de Lesko y en 1864 de nuevo en le ciudad más importante de Sanok. La economía de la ciudad gradualmente volvió a la normalidad a medida que se convirtió en un centro local de comercio de productos alimenticios para los campesinos locales. En 1872, la ciudad pasó a ser propiedad de Stanisław Potocki y su esposa Anna Działyńska, quienes comenzaron a desarrollar un destino turístico local. Al igual que la cercana ciudad de Iwonicz Zdrój, Rymanów se convirtió rápidamente en un popular destino turístico para los habitantes de Leópolis. Con el comienzo de la industria petrolera en la cercana Borysław, se construyó un nuevo ferrocarril a solo media milla de la ciudad. Esto impulsó aún más el desarrollo local. En 1898, la ciudad tenía 3704 habitantes, incluidos 1889 polacos y 1751 judíos. Tenía una oficina de correos, una estación de tren, un telégrafo y un gimnasio. Sin embargo, después del estallido de la Primera Guerra Mundial, la ciudad fue conquistada por el Imperio ruso en septiembre de 1914 y saqueada severamente. Los pabellones para turismo fueron quemados y la ciudad estuvo varias semanas bajo gobierno ruso. En 1915, fue nuevamente reconquistada por Austria-Hungría y comenzó su reconstrucción.
Después de que Polonia recuperó su independencia en 1918, la ciudad fue reintegrada a Polonia. Sin embargo, 20 años después la ciudad fue nuevamente dañada, esta vez durante los bombardeos terroristas alemanes durante la Guerra Defensiva Polaca. Después de la derrota polaca, se estableció un campo de prisioneros de guerra en las cercanías de la ciudad. Hasta 10.000 prisioneros soviéticos fueron asesinados allí por los alemanes. El campo sirvió también como un campo de tránsito para la población judía local, en su mayoría asesinados en los campos de concentración alemanes.

## Galería de imagen

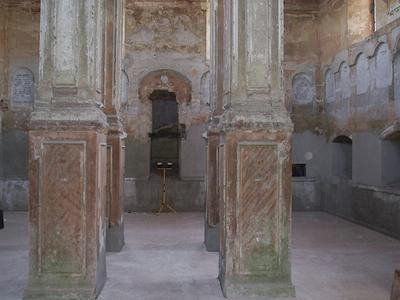
Interior de la sinagoga de Rymanów en mayo 2005, durante los trabajos de reconstrucción
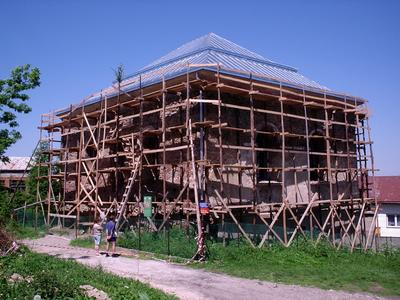
El Bejt-ha-kneset sinagoga durante la reconstrucción
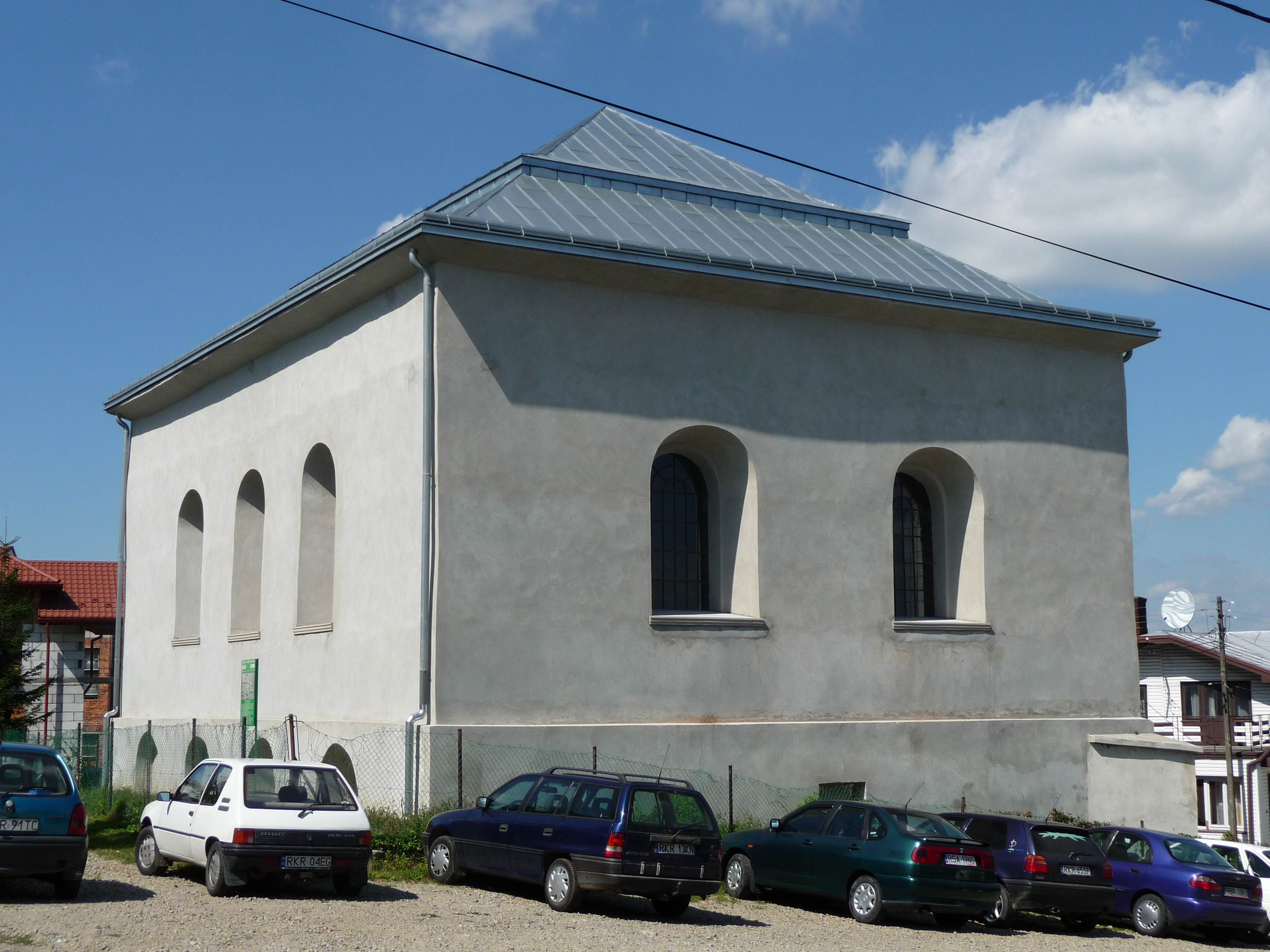
Sinagoga después de la reconstrucción
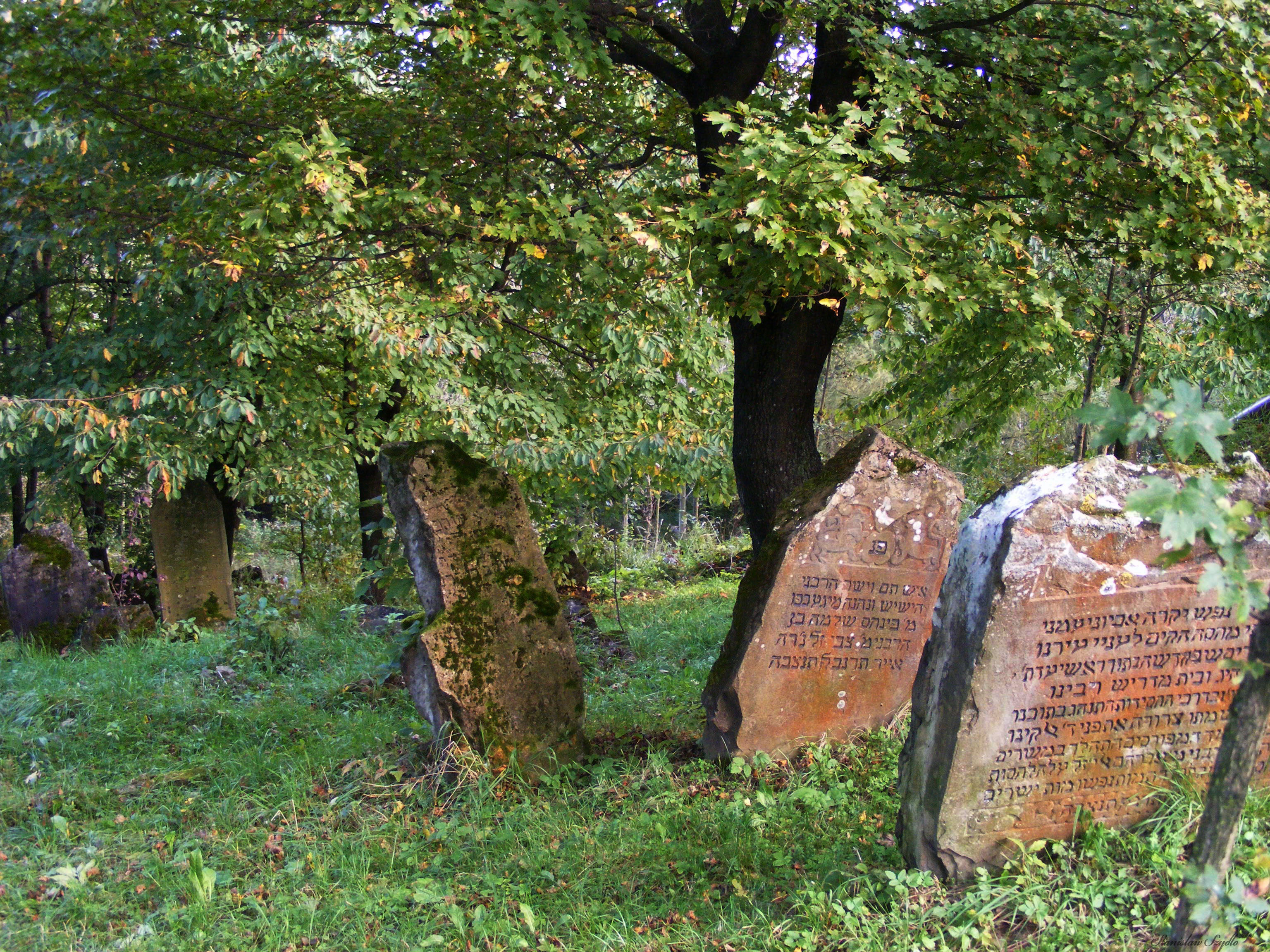
Cementerio judío en Rymanów

## Personas notables
- Józef Kanty Ossoliński
- Isidor Isaac Rabi
- Menachem Mendel De Rimanov, rabino
- Israel Schorr
- Robert Biedroń
- Edith Schreiber-Aujame (1919-1998) arquitecto, nació en Rymanów